# Junkers F 24
Die Junkers F 24 war der einmotorige Frachtflugzeug-Umbau der Typen Junkers G 23 und G 24.

## Entwicklung
Für den Umbau zeichnete Ernst Zindel verantwortlich. Gegenüber der G 24 wurde sowohl der Passagierraum freigeräumt als auch Gepäckraum und Nasszelle ausgebaut. Die Tragflächenmittelstücke, an denen die beiden Außenmotoren der G 24 hingen, wurden entfernt, wodurch sich die Spannweite verringerte. Dieser Umbau wurde im Frühjahr 1928 erstmals vorgenommen.
Zunächst kam ein 551 kW (ca. 750 PS) starker BMW VIu zum Einbau; diese Flugzeuge (sieben Stück) erhielten die Bezeichnung F 24ko.
Weitere Umbauten (F 24kau) erhielten den 507 kW (ca. 690 PS) leistenden BMW VIIau, der jedoch letztlich nicht in Serie gebaut wurde.
Die Version F 24kay erhielt einen 529 kW (ca. 720 PS) starken 2-Takt-Diesel-Gegenkolbenmotor Junkers Jumo 4. Diesem Umbau gingen im Jahre 1929 Versuche mit einem Junkers-F04-Motor voraus. Diese Umrüstung war so erfolgreich, dass einige bereits von G 24 auf F 24 umgerüstete Modelle auf diesen Motor nochmals umgerüstet wurden.

## Technische Daten
| Kenngröße             | Daten                                                                           |
| --------------------- | ------------------------------------------------------------------------------- |
| Besatzung             | 2                                                                               |
| Länge                 | 15,63 m                                                                         |
| Spannweite            | 25,98 m                                                                         |
| Höhe                  | 5,05 m                                                                          |
| Flügelfläche          | 79,20 m²                                                                        |
| Flügelstreckung       | 8,5                                                                             |
| Flächenbelastung      | 61,00 kg/m²                                                                     |
| Leistungsbelastung    | 9,70 kg/kW                                                                      |
| Leermasse             | 3550 kg                                                                         |
| Zuladung              | 1150 kg                                                                         |
| Startmasse            | 4700 kg                                                                         |
| Antrieb               | ein flüssigkeitsgekühlter Zwölfzylinder-V-Motor BMW VIu mit 551 kW (ca. 750 PS) |
| Höchstgeschwindigkeit | 185 km/h (190 km/h mit Jumo 4)                                                  |